# Menisk
För andra betydelser, se Menisk (olika betydelser).

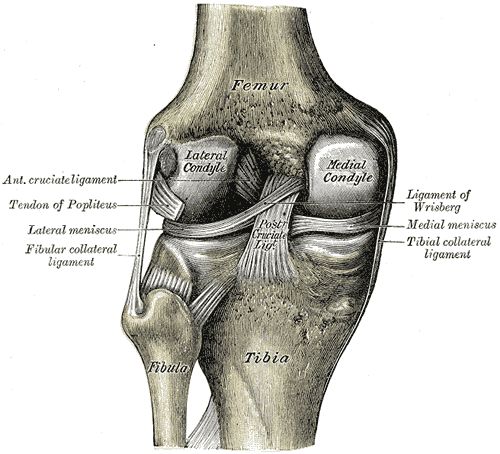
Vänster knä bakifrån, visar inre ligament.

Meniskerna (namn efter grekiska för "liten måne") är C-formade broskskivor belägna i knäleden. I vardera knä sitter två menisker, en lateral (yttre) och en medial (inre). De fungerar dämpande och förhindrar lårbenets ledyta att ligga an direkt mot skenbenets. 
Meniskerna kan skadas till exempel vid vridvåld under idrottsutövande varefter man kan få låsningar i knäleden och värk. Behandlingen är att under en operation avlägsna den trasiga menisken. Man klarar sig relativt bra utan menisk men risken ökar att utveckla artros (smärtande ledbroskförstöring).